# Капрони Ca.313
Капрони Ca.313 / Caproni Ca.313 је италијански нискокрилни једнокрилац, двомоторни вишенаменски авион (школски, извиђачки/лаки бомбардер и бомбардер), користио се у периоду уочи у току и непосредно после Другог светског рата.

## Пројектовање и развој
Фирма Капрони је у другој половини тридесетих година двадесетог века направила фамилију лаких бомбардера и вишенаменских авиона чији је пројектант био инж. Чезаре Палавићино (Cesare Pallavicino). Родоначелник ове фамилије авиона је  био путнички авион Ca.306 Бореа из 1935., а укупно је произведено нешто преко 1.620 примерака у 5 главних серијских верзија означених ознакама Ca.309, Ca.310, Ca.311, Ca.313 и Ca.314. Авион Ca.313 је развијен као побољшање постојећег модела Ca.311.
Први лет авиона Капрони Ca.313 је обављен 22. децембра 1939. године. При изради прототипа највећи проблем је био како уградити велике V-моторе Isotta-Fraschini-Motoren Asso 120 IRCC 40, у конструкцију авиона Ca.311. Тестови су били успешни и технички комитет је закључио да је Ca.313 способан за употребу. Одмах након тестирања прототипа добијене су и значајне поруџбине, како од италијанског РВ тако и из Француске 200 комада и Велике Британије 300 комада. трећа поруџбина из Шведске је укључивала још 64 примерка. До тренутка када је Италија ушла у рат, Француској је испоручено само пет авиона Ca.313F. Италијанско ратно ваздухопловство (Regia Aeronautica) је била купац свих осталих модела произведених за француске и британске поруџбине.

## Технички опис
Капрони Ca.313 је нискокрилни двомоторни авион мешовите конструкције са три члана посаде. 
Труп авиона Капрони Са.313 је правоугаоног попречног пресека. Носећа конструкција је решеткаста направљена од танкозидих заварених челичних цеви. Облога трупа је била од лаке легуре, дрвене лепенке и импрегнираног памучног платна. Труп авиона је био довољно простран да се у њега може сместити посада од три члана и потребна опрема у зависности од намене авиона. Ако је авион извиђачки он је био опремљен радио станицом и фотографском опремом као и наоружањем за одбрану авиона, бомбардерска верзија овог авиона могла је да понесе у трупу 400 kg слободно падајућих бомби. На горњој страни трупа налазила се купола од плексигласа у којој се налазио стрелац са митраљезом. У циљу повећања долета авиона, један или два додатна резервоара могла су да се уграде у одељак за бомбе са укупно 270 литара.
Овај авион је био опремљен линијским ваздухом хлађеним мотором са 12 цилиндара у обрнутом V распореду цилиндара Isotta Fraschini Delta R.C.35 I-DS снаге 535 kW (730 KS) при 2.600 о/мин. На вратилу мотора су обично биле трокраке металне елисе променљивог корака у току лета. Мотори су били постављени на челичне носаче и обложени алуминијумским лимом. На предњем делу капотаже мотора налазио се отвор за улазак хладног ваздуха за хлађење мотора.
Крила авиона су била дрвене конструкције, полудебелог профила, имало је дрвену структуру и облогу од шперплоче. Крилца и закрилци били су направљени од дрвета са металним оковом и прекривени платном. Крило је било спојено са трупом помоћу прикључака причвршћених за бочне елементе. На крилима су се налазила проширења (гондоле) на којима су били причвршћени мотори. У гондолама, иза мотора са доње стране је био простор за смештај точкова и хидрауличног система за увлачење точкова. На деловима крила између мотора и трупа авиона је било доста простора за смештај резервоара за гориво од којих сваки има по 520 литара и тешког митраљеза калибра 12,7 mm са по 300 метака. 
Репни делови авиона су изведени као дрвена конструкција с тим што су непокретни делови репа били обложени дрвеном лепенком а покретни импрегнираним платном.
Стајни трап му је класичан, имао је две предње главне ноге са нископритисним гумама, предњи точкови су се уз помоћ хидрауличног уређаја увлачили у носаче мотора у току лета, а задњи само усмеравајући који се у току лета није увлачио у труп авиона се налази на репу авиона. С обзиром да у гондоли мотора није било доста простора за смештај точка они су у увученом стању вирили изван облоге мотора.
Наоружање авиона је било одбрамбено и састојало се од три лака митраљеза калибра 7,7 mm постављена у куполу на врху трупа, у отвор на доњој страни трупа и у корену левог крила. Ca.313 је могао да носи бомбу до 400 kg.

## Верзије
- Cа.313 RPB1 - прва серија авиона са класичним предњим трупом.
- Ca.313 RБP2 - друга серија авиона са побољшаним застакљивањем кабине пилота и навигатора.
- Ca.313 RA -  Извиђачкa модификацијa за војску.
- Ca.313 F - извозна верзија за Француску.
- Ca.313 G - извозна верзија за Немачку. Мотори су били Јункерс Јумо 211 или BMW-Брамо 323.[3]

## Земље које су користиле авион Капрони Ca.313
- Краљевина Италија
- Норвешка
- Трећи рајх
- Француска
- Шведска
- Хрватска - НДХ

## Оперативно коришћење
Прва серија авиона Капрони Ca.313 је настала тако што је извршена модификација авиона Капрони Ca.311. Сви ти авиони су испоручени италијанском РВ и служили су намени за коју су пројектовани: извиђачко бамбардерске задтке, задатке везе, тренажу пилота и транспортне послове. Ови авиони су монтирани у све три фабрике Каптони у Италији.
Капрони је Французима, пре отпочињања рата, испоручио свега 5 авиона овог типа од поручених 200. Кад је формиран Француско - Италијански фронт обе стране су користиле овај авион у ратним операцијама. У току рата авион је коришћен свуда где је била италијанска војска: Источни фронт, Балкански фронт, Медитеран и Северна африка.
Авиони Ca.313 испоручени Шведској су коришћени све време рата али се нису показали у најбољем светлу. Хронична бољка ових авиона је био отказ мотора за време лета и грешке на електричној опреми и инсталацијама. Шведска је изгубила 22 авиона Ca.313 (од укупно набављених 84 апарата) са преко 40 чланова посаде. Од тог броја три су оборили Немци изнад Балтика а остали су страдали због кварова. Вероватно је сурова клима доприносила томе али квалитет израде је био пресудан. Операције бомбардовања из обрушавања су обустављена на овим авионима с обзиром да су код првог покушаја шведски пилоти поломили крило авиону. Током 1941. године инжењер Палавицино (Cesare Pallavicino) се преселио у Шведску да помогне локалним техничарима да реше проблеме који су се појавили. Током ремонта уведене су модификације које су укључивале продужавање издувних цеви, ревизију цеви за гориво, постављање заштитних преграда у мотору ради побољшања циркулације расхладног ваздуха. Августа месеца 1945. године Шведска је забранила употребу ових авиона и све их бацила на отпад.
Авиони Ca.313 G који су испоручени Немачкој показали су се као добри. Они су коришћени углавном за обуку и тренажу пилота бомбардера. Режим рада ових авиона је био много лакши него што је то случај са авионима који су се користили у Шведској а имали су немачке моторе. После капитулације Италије, Немци су заробили велики број ових авиона и укључили их у своје ваздухопловство или у ваздухопловства земаља својих савезника.
У Италији је такође било проблема са поузданошћу ових авиона али било је и другачијих примера. Један војни авион овог типа, непрекидно је возио пошту пуних 5 година у ратним условима.
Преостали авиони Ca.313 после рата су коришћени у цивилне сврхе све до 1950. године.

### Сачувани примерци авиона
Сачуван је један примерак овог авиона који се чува у музеју шведског ваздухопловства Swedish Air Forces Museum Flygvapenmuseum in Linköping.